# ایوکا (میسیسیپی)
ایوکا (به انگلیسی: Iuka) شهری در ایالت میسیسیپی کشور ایالات متحده آمریکا است که جمعیت آن در سرشماری سال ۲۰۱۰ میلادی، ۳٬۰۲۸ نفر بوده‌است.